# Arch Enemy
Gli Arch Enemy sono un gruppo melodic death metal svedese formato nel 1995 dai fratelli Michael e Christopher Amott.

## Storia del gruppo

### Primi anni, il debutto conBlack Earth(1996-1998)
Gli Arch Enemy vennero concepiti da Michael Amott (Carcass, ex-Carnage e Spiritual Beggars), insieme al fratello minore Christopher (entrambi alla chitarra), ai quali si aggiunsero il cantante Johan Liiva (ex-Carnage) e il batterista Daniel Erlandsson (Armageddon, Eucharist).
Il primo disco, intitolato Black Earth, venne pubblicato dalla ora defunta Wrong Again Records nel 1996 e ricevette un buon successo in Giappone ed in Europa. Il gruppo era però poco più che un progetto solista per Michael Amott, che scrisse tutte le canzoni e incise anche le parti di basso, nonostante le note del libretto indichino che le parti di basso erano state suonate da Johan Liiva. Fu lo stesso Michael Amott a rivelare in seguito che l'unico motivo era quello di non far sembrare gli Arch Enemy il suo gruppo.

### StigmataeBurning Bridges, l'uscita di Liiva (1998-2001)
Dopo l'uscita di Black Earth il gruppo cambiò etichetta, firmando un contratto con la Century Media Records. Nel 1998 venne pubblicato il secondo disco, Stigmata, in cui entrarono in formazione il bassista Martin Bengtsson ed il batterista Peter Wildoer. Quest'album ottenne le attenzioni di una più ampia audience, raggiungendo una certa popolarità anche negli Stati Uniti. Questo fu anche il loro primo disco distribuito in tutto il mondo.
Nel 1999 Sharlee D'Angelo divenne il nuovo bassista e Daniel Erlandsson venne reclutato per la seconda volta. Insieme, il gruppo registrò e pubblicò il terzo album Burning Bridges, il quale fu seguito dall'album dal vivo Burning Japan Live 1999, distribuito inizialmente in Giappone e successivamente nel resto del mondo. Burning Bridges segnò comunque una svolta nello stile degli Arch Enemy, cominciando un approccio più melodico, senza per questo dimenticare la pesantezza dei primi due dischi.

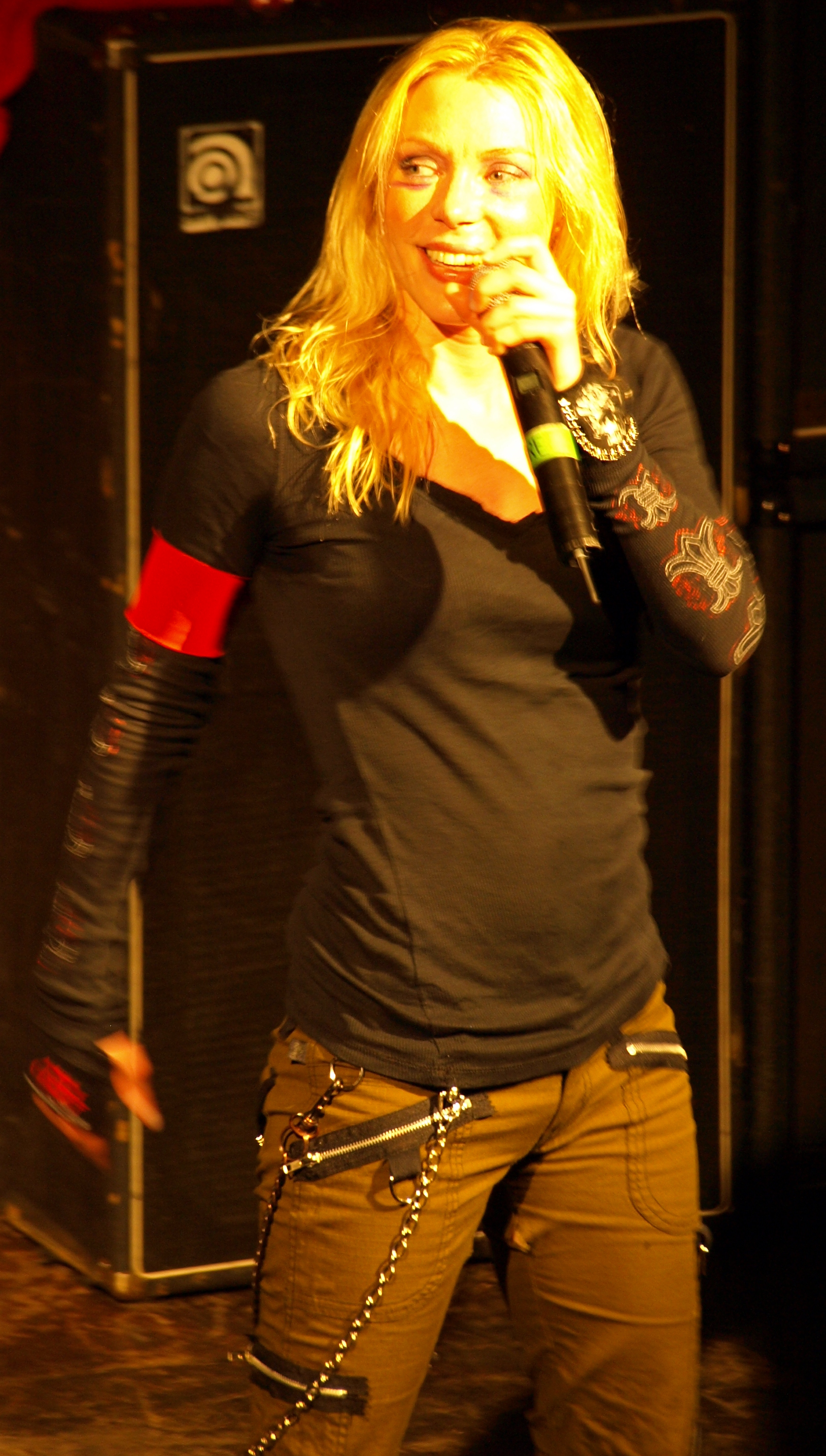
Angela Gossow, cantante del gruppo dal 2000 al 2014

Nel 2000 venne chiesto a Johan Liiva di lasciare il gruppo. Michael Amott cominciò la ricerca di un frontman "più dinamico", poiché deluso dalla partecipazione di Liiva nei concerti. Liiva venne sostituito dalla cantante e giornalista tedesca Angela Gossow, che aveva fatto ascoltare una musicassetta demo a Michael durante un'intervista avvenuta qualche mese prima.

### L'arrivo di Angela Gossow:Wages of Sin,Anthems of RebellioneDoomsday Machine(2001-2006)
Il primo album con la Gossow fu Wages of Sin, pubblicato alla fine del 2001. Nel dicembre dello stesso anno gli Arch Enemy presero parte al Japan's Beast Feast 2002, suonando con Slayer e Motörhead.
Anthems of Rebellion venne pubblicato nel 2003, portando alcune novità, come l'utilizzo di seconde voci. Nel novembre del 2004 pubblicarono l'EP Dead Eyes See No Future EP, che conteneva registrazioni dal vivo di vecchi successi e cover di Manowar, Megadeth e Carcass. Nel giugno del 2005 il gruppo finì le registrazioni del sesto album, Doomsday Machine. Nel luglio dello stesso anno, il chitarrista Christopher Amott lasciò il gruppo per dedicarsi alla sua vita privata. Venne momentaneamente rimpiazzato da Gus G. (ex-Dream Evil, Firewind) ed infine rimpiazzato definitivamente da Fredrik Åkesson. Il 24 luglio 2006 esce su Century Media Records il primo DVD dal vivo della band, intitolato Live Apocalypse, contenente video da due concerti tenuti nel Regno Unito tra il 2004 e il 2005, videoclip e backstage.

### Rise of the TyranteThe Root of All Evil(2007-2009)
Nel mese di febbraio 2007, gli Arch Enemy hanno annunciato di essere entrati in studio di registrazione per la lavorare al settimo album in studio; il 22 marzo dello stesso anno, Christopher Amott è ritornato in formazione dopo aver abbandonato il gruppo nel 2005. Nel mese di aprile la Regain Recods ha ripubblicato l'album di debutto Black Earth (originariamente uscito nel 1996) aggiungendo varie tracce bonus, tra cui alcune reinterpretazioni degli Iron Maiden.
Il 25 settembre 2007 viene pubblicato il settimo album in studio, intitolato Rise of the Tyrant. Il disco è stato pubblicato dalla Century Media Records ed è stato prodotto da Fredrik Nordström. A supporto dell'album gli Arch Enemy partecipano ad alcuni festival, tra i quali il Black Crusade Tour insieme a Machine Head, Trivium, DragonForce e Shadows Fall. Durante il concerto tenuto a Tokyo l'8 marzo 2008, il gruppo ha annunciato che il concerto sarebbe stato registrato per un futuro album video; quest'ultimo, intitolato Tyrants of the Rising Sun - Live in Japan, è stato pubblicato il 24 novembre dello stesso anno.

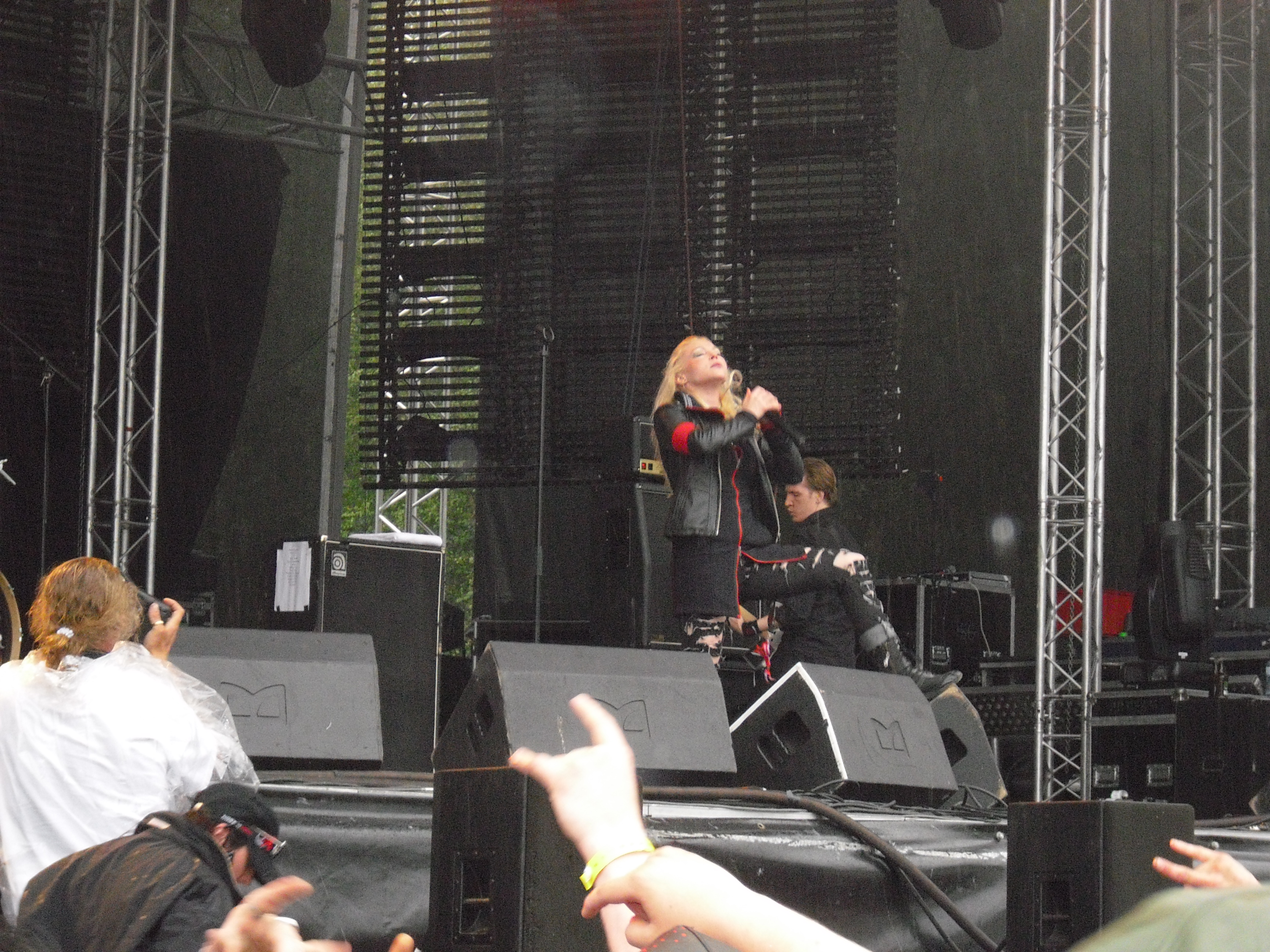
La band in concerto al Norway Rock Festival nel 2019

Una settimana dopo la pubblicazione di Rise of the Tyrant, Michael Amott ha annunciato che il gruppo avrebbe pubblicato una raccolta di vecchi brani tratti dai primi tre album ma riregistrati con Angela Gossow alla voce. La raccolta, intitolata The Root of All Evil, è stata distribuita il 28 settembre 2009 dalla Century Media Records.

### Khaos Legionse l'abbandono di Christopher Amott (2011-2012)
Il nono album in studio viene registrato nel settembre 2010 e pubblicato il 31 maggio 2011, con il titolo di Khaos Legions, anticipato dal videoclip del brano Yesterday Is Dead and Gone.
Il 5 marzo 2012 gli Arch Enemy hanno annunciato attraverso la propria pagina Facebook che il chitarrista Christopher Amott ha abbandonato nuovamente il gruppo. Il suo posto è stato preso da Nick Cordle, proveniente dagli Arsis.

### L'arrivo di Alissa White-Gluz:War Eternal,Will to PowereDeceivers(2014-presente)
Il 17 marzo 2014 viene annunciata l'uscita dal gruppo di Angela Gossow, la quale ha rivelato che era giunto il momento di entrare in una nuova fase della sua vita, ma di rimanere comunque nella band con il ruolo di business manager. Il posto vacante è stato preso da Alissa White-Gluz, ex cantante dei The Agonist.
Gli Arch Enemy annunciano quindi la pubblicazione di un nuovo album per il 2014, il cui titolo è War Eternal. L'uscita dell'album è avvenuta il 10 giugno. Il 20 marzo è stato pubblicato il primo singolo estratto dall'album, l'omonimo War Eternal, la cui copertina è stata creata da Gustavo Sazes. Il singolo è stato accompagnato dal relativo videoclip, diretto da Patric Ullaeus. Successivamente hanno pubblicato, più o meno a cadenza mensile, nuovi singoli con relativi video: il 28 aprile As the Pages Burn, il 27 maggio You Will Know My Name e il 10 giugno No More Regrets. Il 17 novembre 2014, tramite il loro sito ufficiale, gli Arch Enemy annunciano che Jeff Loomis sarà il nuovo chitarrista in sostituzione di Nick Cordle.

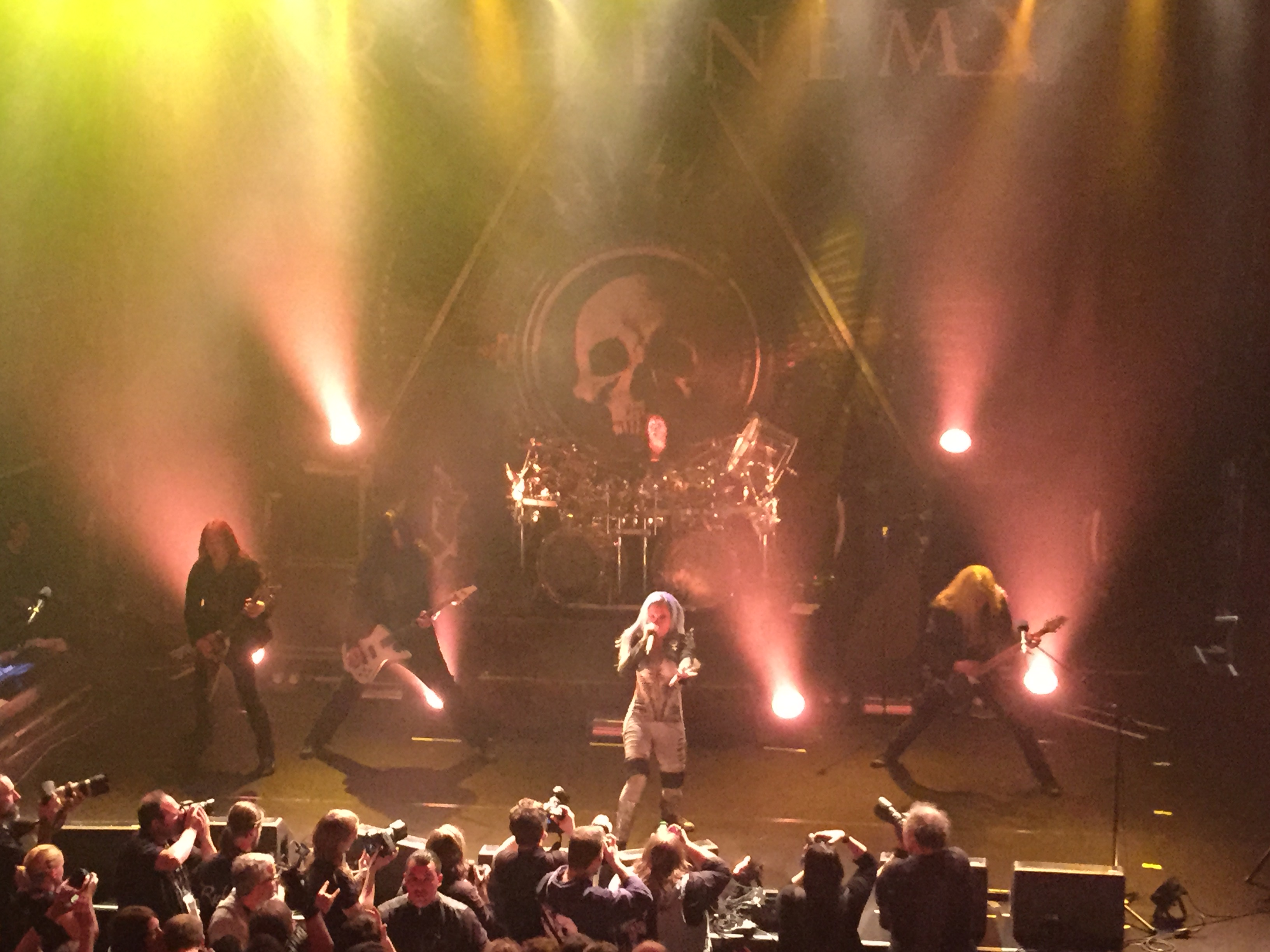
La band in concerto nel 2015

Nell'agosto 2015 il gruppo annuncia di essere al lavoro sul loro decimo album in studio, che vede la luce nel settembre 2016 con il titolo di Will to Power. Anticipato dal singolo The World Is Yours, il disco viene promosso da un esteso tour in nordamerica con i Trivium, supportati da Fit for an Autopsy e While She Sleeps. Il 18 gennaio 2019 viene pubblicata la raccolta Covered in Blood.

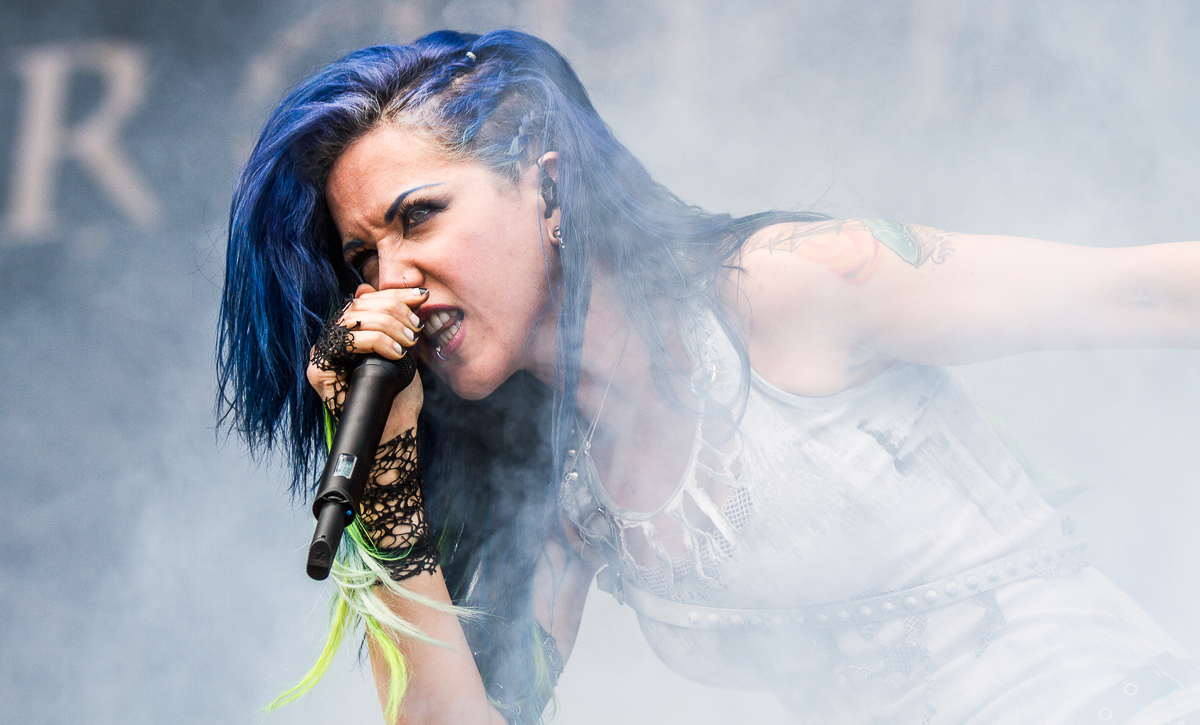
Alissa White-Gulz, voce degli Arch Enemy dal 2014, in concerto con la band

Nel 2020 il gruppo annuncia che parteciperà, con Behemoth, Carcass e altri, all'European Siege Tour 2021, che successivamente viene rinviato al 2022 a causa della pandemia di COVID-19. Il 21 ottobre 2021 il gruppo pubblica il singolo Deceiver, Deceiver, seguito a dicembre da House of Mirrors; entrambi vanno ad anticipare l'undicesimo album del gruppo, intitolato Deceivers e in uscita il 29 luglio 2022.

## Formazione

### Attuale
- Michael Amott – chitarra (1996-presente)
- Daniel Erlandsson – batteria (1996-1997, 1999-presente)
- Sharlee D'Angelo – basso (1999-presente)
- Alissa White-Gluz – voce (2014-presente)
- Joey Concepcion – chitarra (2023-presente)

### Ex componenti
- Martin Bengtsson – basso (1997-1998)
- Peter Wildoer – batteria (1997-1998)
- Johan Liiva – voce (1996-2000)
- Fredrik Åkesson – chitarra (2005-2007)
- Christopher Amott – chitarra (1996-2005, 2007-2012)
- Angela Gossow – voce (2000-2014)
- Nick Cordle – chitarra (2012-2014)
- Jeff Loomis – chitarra (2014-2023)

## Discografia

### Album in studio
- 1996 – Black Earth
- 1998 – Stigmata
- 1999 – Burning Bridges
- 2001 – Wages of Sin
- 2003 – Anthems of Rebellion
- 2005 – Doomsday Machine
- 2007 – Rise of the Tyrant
- 2009 – The Root of All Evil
- 2011 – Khaos Legions
- 2014 – War Eternal
- 2017 – Will to Power
- 2022 – Deceivers
- 2025 - Blood Dinasty

### Album dal vivo
- 2000 – Burning Japan Live 1999
- 2008 – Tyrants of the Rising Sun - Live in Japan
- 2012 – Astro Khaos 2012 - Official Live Bootleg
- 2017 – As the Stages Burn!

### Raccolte
- 2009 – Manifesto of Arch Enemy
- 2018 – 1996 - 2017
- 2019 – Covered in Blood

### EP
- 2002 – Burning Angel
- 2004 – Dead Eyes See No Future EP
- 2007 – Revolution Begins
- 2015 – Stolen Life

## Videografia

### Album video
- 2006 – Live Apocalypse
- 2008 – Tyrants of the Rising Sun - Live in Japan
- 2016 – War Eternal Tour: Tokyo Sacrifice